# (30788) Angekauffmann
(30788) Angekauffmann ist ein Asteroid des Hauptgürtels, der am 8. September 1988 vom deutschen Astronomen Freimut Börngen an der Thüringer Landessternwarte Tautenburg (IAU-Code 033) in Thüringen entdeckt wurde.
Der Asteroid wurde nach der schweizerisch-österreichischen Malerin des Klassizismus Angelika Kauffmann (1741–1807) benannt, die 1768 als eine von zwei Frauen zu den Gründungsmitgliedern der Royal Academy zählte.